# Сэнфорд, Нейтан
Нейтан Сэнфорд (англ. Nathan Sanford; 5 ноября 1777, Бриджхемптон, Саффолк, Нью-Йорк, США — 17 октября 1838, Флашинг, Куинс, США) — американский политик и юрист.

## Ранняя жизнь
Сэнфорд родился 5 ноября 1777 года в деревне Бриджгемптон штата Нью-Йорк, США, в семье фермеров и торговцев Томаса Сэнфорда и Фиби (урождённой Бейкер) Сэнфорд.
Изучал историю в Академии Клинтона на острове Лонг-Айленд, учился в Йельском университете и Литчфилдской школе права; был принят в адвокатскую палату и начал работать юристом в городе Нью-Йорк.

## Карьера
В 1802 году был назначен комиссаром по делам о банкротстве (United States commissioner in bankruptcy). В 1803 году был назначен прокурором Нью-Йорка и оставался на этом посту до 1815 года. После этого федеральный судебный округ Нью-Йорка был разделен на Северный и Южный округ.
С 1808 по 1809 года и в 1811 году Сэнфорд был членом Ассамблеи штата Нью-Йорк. 29 января 1811 года он был избран спикером Ассамблеи штата Нью-Йорк, но не смог присутствовать на сессии после 10 февраля из-за плохого состояния здоровья. Ассамблея перешла к избранию нового спикера. С 1812 по 1815 год Сэнфорд был членом Сената штата Нью-Йорк (Южный округ Колумбия), заседая на 35-м, 36-м, 37-м и 38-м законодательных собраниях штата Нью-Йорк.
В 1815 году был избран в Сенат США от Демократическо-республиканской партии и служил там с 4 марта 1815 года по 3 марта 1821 года. Он был председателем Комитета Сената США по торговле и производству (15-й и 16-й Конгрессы США), а также членом Комитета Сената США по вооружённым силам (15-й Конгресс) и Комитета Сената США по финансам (16-й Конгресс). В 1821 году он снова пошёл на выборы, будучи сторонником Девитта Клинтона, но потерпел поражение от Бактейла Мартина Ван Бюрена.
В 1821 году Сэнфорд был делегатом Конституционного собрания штата Нью-Йорк. С 1823 по 1826 год являлся канцлером Нью-Йорка. На Президентских выборах в США в 1824 году он получил 30 голосов выборщиков на пост вице-президента США.
В 1826 году он ушёл с поста канцлера и был снова избран в Сенат США. Служил там с 31 января 1826 года по 3 марта 1831 года. За это время был председателем Комитета Сената США по международным отношениям (19-й Конгресс США). Впоследствии он возобновил юридическую практику в районе Флашинг города Нью-Йорк.

## Личная жизнь
Сэнфорд был трижды женат. Его первый брак был с Элизабет «Элиза» Ван Хорн (Elizabeth "Eliza" Van Horn) (1780–1811). Умер 17 октября 1838 года во Флашинге. Похоронен на кладбище епископальной церкви Святого Георгия во Флашинге.